# Edo Murić
Edo Murić   (Ljubljana, 27 de novembre de 1991) és un jugador de bàsquet eslovè que juga en la posició d'aler pivot al Força Lleida de la Lliga ACB. També representa la selecció d'Eslovènia amb qui va guanyar el Campionat d'Europa de bàsquet masculí de 2017.